# هيروشي أورا
هيروشي أورا (باليابانية: 浦 紘史) (10 أكتوبر 1992 في هوفا في اليابان – )؛ هو لاعب كرة قدم سابق كان يلعب كلاعب وسط.

## وصلات خارجية
- هيروشي أورا على موقع رابطة كرة القدم اليابانية للمحترفين (اليابانية)